# Sarah Rose Karr
Sarah Rose Karr (ur. 13 listopada 1984 w Kalifornii) – amerykańska aktorka dziecięca. Aktywna w latach 1989–1995 szczególnie w filmach komediowych i familijnych.

## Filmografia
- 1995: Four Diamonds
- 1993: Beethoven 2
- 1992: Homewrecker
- 1992: Beethoven
- 1991: Ojciec panny młodej
- 1990: Gliniarz w przedszkolu